# Hajdúdorog
Hajdúdorog é uma cidade da Hungria, situada no condado de Hajdú-Bihar. Tem 100,65 km² de área e sua população em 2019 foi estimada em 8.677 habitantes.